# Šetnja sa lavom
Šetnja sa lavom je srbijanska televizijska serija autora i glumca Andreja Šepetkovskog, koja se prikazuje na Superstar TV od 17. prosinca 2022.. Serija je nastala prema scenariju filma Ala je lep ovaj svet iz 2022. godine, ali kako je i sam autor rekao razlikuje se od filma.
U Hrvatskoj serija se prikazuje na RTL-ovoj platformi Voyo od 24. siječnja 2023. i na RTL Adria od 4. kolovoza 2023.

## Radnja
Pratimo Unu Lazarević, najpopularnijom voditeljicom i autoricom emisije na Gold TV-u u kojoj intervjuira popularne osobe iz javnoga života. U jednom od intervjua upoznaje Svetislava "Batu" Krstića, genijalnog filmskog redatelja, Njihov susret trebao je biti TV intervju, ali dogodi se neočekivani obrat.

## Pregled serije
Serija se u Hrvatskoj prikazuje na RTL-ovoj platformi Voyo od 24. siječnja 2023. i na RTL Adria od 4. kolovoza 2023.
| Sezona | Sezona | Epizoda | Srpsko prikazivanje | Srpsko prikazivanje | Hrvatsko prikazivanje | Hrvatsko prikazivanje |
| Sezona | Sezona | Epizoda | Premijera sezone    | Kraj sezone         | Premijera sezone      | Kraj sezone           |
| ------ | ------ | ------- | ------------------- | ------------------- | --------------------- | --------------------- |
|        | 1      | 10      | 17. prosinca 2022.  | 15. siječnja 2023.  | 4. kolovoza 2023.     | 13. kolovoza 2023.    |

## Glumačka postava
| Glumac                | Uloga                   |
| --------------------- | ----------------------- |
| Andrija Kuzmanović    | Svetislav "Bata" Krstić |
| Anđelka Prpić         | Una Lazarević           |
| Andrej Šepetkovski    | Bogdan Trišić           |
| Anica Dobra           | Nada                    |
| Branko Vidaković      | Zika                    |
| Tihomir Stanić        | Branko Lazarević        |
| Branka Pujić          | Radmila Lazarević       |
| Andrija Milošević     | Nesko Mijatović         |
| Andrijana Oliverić    | Milena                  |
| Vladimir Nićiforović  | Cyber                   |
| Slobodan Ćustić       | Gojko Plećas            |
| Miljana Gavrilović    | Dina                    |
| Stefan Bundalo        | Olio                    |
| Jovan Jovanović       | Stanlio                 |
| Tara Milutinović      | Christina               |
| Stojan Djordjevic     | Cigareta                |
| Marko Guvero          | Compula                 |
| Đorđe Kreća           | policajac Pera          |
| Nikola Škorić         | prometni vozač          |
| Viktor Šepetkovski    | sin Mihajlo             |
| Aleksej Šepetkovski   | sin Saše                |
| Larisa Šepetkovski    | kći Sarah               |
| Bojan Veljović        | Vozač taksija           |
| Jadranka Selec        | susjed                  |
| Saša Đurašević        | Cvijeće                 |
| Nikola Krneta         | gradski dužnosnik       |
| Jelena Velkovski      | Medicinska sestra       |
| Dragan Vučelić        | Batin doktor            |
| Nikola Zdravković     | drugi pacijent          |
| Duško Radović         | prvi pacijent           |
| Vahid Džanković       | treći pacijent          |
| Uroš Jovčić           | Odvjetnik               |
| Ivan Zarić            | Doktor Volić            |
| Đorđe Erčević         | drugi osumnjičenici     |
| Jakov Jevtović        | Millie                  |
| Vladimir Cvejić       | policajac u istrazi     |
| Igor Filipović        | radim                   |
| Miljan Prljeta        | Siniša                  |
| Mihailo Laptošević    | Postojan                |
| Boba Stojimirović     | treći osumnjičenik      |
| Siniša Maksimović     | Zoran                   |
| Milan Jovanović       | Steve Pitbull           |
| Bojan Hlišč           | Daba                    |
| Anđelika Šimić        | Isidore                 |
| Nenad Heraković       | Kandžić                 |
| Nenad Ćirić           | Pajić                   |
| Dragana Dabović       | Lilikju                 |
| Marijana Aranđelović  | čistačica               |
| Srdjan Miletić        | Habib                   |
| Dragi Ćirić Živanović | kuma                    |
| Savo Radović          | Labud                   |
| Ana Ćuk               | časna sestra            |
| Petar Ćirica          | zatvorski čuvar         |
| Branislav Čubrilo     | psihijatar              |
| Branislav Zeremski    | stari knjižničar        |
| Ljiljana Jakšić       | vrač                    |
| Bora Nenić            | ujak                    |
| Toma Trifunović       | Majstor Mile            |
| Vladimir Milojević    | ministar                |
| Milan Mihailović      | stari odvjetnik         |
| Marko Marković        | Tosha                   |
| Nikola Pejaković      |                         |
| Marija Šerifović      |                         |

## Vanjske poveznice
- Službena stranica na superstartv.rs
- Šetnja sa lavom u internetskoj bazi filmova IMDb-a (engl.)